# ヴラダン・ミロイェヴィッチ
ヴラダン・ミロイェヴィッチ（セルビア語: Владан Милојевић, ラテン文字転写: Vladan Milojević, ギリシア語: Βλάνταν Μιλόγεβιτς、1970年3月9日 - ）は、セルビアとギリシャの元サッカー選手、サッカー指導者。ポジションはディフェンダー。レッドスター・ベオグラード監督。

## 選手経歴
アランジェロヴァツに生まれ、1986年から1989年にかけてレッドスター・ベオグラードの下部組織に在籍した。1989年にFKベチェイ1918で選手となり、翌年FKラドニチュキ・ベオグラードに移籍、ダルコ・テショヴィッチ、ズデンコ・ムフらとプレーした。
1993年夏にムフとともにPASヤニナFCに移籍。その後カラマタFCに移籍したが、ここでもムフとはチームメイトであった。
1996年始に下部組織時代を過ごしたレッドスター・ベオグラードに移籍。しかし半年でギリシャに戻りアポロン・スミルニFCに加入した。翌シーズンパナシナイコスFCに移籍した。その後、イラクリス・テッサロニキFC、アクラティトスFCを経て再びアポロン・スミルニに所属し選手を引退した。

## 指導者経歴
選手引退後はイラクリス・テッサロニキFCやレッドスター・ベオグラードの下部組織に指導者として在籍した。2010-11シーズンにはレッドスター・ベオグラードのU-18チームで優勝を記録している。
2011年6月にFKヤヴォル・イヴァニツァの監督に就任したが、3ヶ月で辞任した。
2012年2月にFKチュカリチュキの監督に就任すると、セルビア・プルヴァ・リーガに所属していた同クラブを翌年にセルビア・スーペルリーガに昇格させた。更に2015年にはセルビア・カップを制した。しかし同年10月に双方合意で契約解除。
翌11月にオモニア・ニコシアの監督に就任。翌年5月に退任した。同年8月にパニオニオスFCの監督に就任。しかしここも1シーズンで退任した。
2017年6月に古巣レッドスター・ベオグラードの監督に就任。初年度となった2017-18シーズンにセルビア・スーペルリーガで優勝、UEFA主催大会でもUEFAヨーロッパリーグ予選敗退が続いていた中でUEFAヨーロッパリーグ 2017-18 決勝トーナメントに進出した。翌シーズンはUEFAチャンピオンズリーグ 2018-19 グループリーグに進出、ホームゲームで優勝したリヴァプールFCを2-0で撃破する大番狂わせを演出した。2019-20シーズンもUEFAチャンピオンズリーグ 2019-20 グループリーグに進出、リーグでも好調であったが、12月19日に辞任を発表した。
2020年2月28日に1年半契約でアル・アハリ・ジッダの監督に就任。しかし翌年AEKアテネFCの監督に就任した。
2022年1月21日、アル・イテファクの監督に就任した。

## 私生活
息子のネマニャ・ミロイェヴィッチ、兄のゴラン・ミロイェヴィッチ、甥のステファン・ミロイェヴィッチもサッカー選手。

## タイトル

### 選手時代
レッドスター・ベオグラード
- SRユーゴスラビアカップ：1995-96

### 指導者時代
チュカリチュキ
- セルビア・カップ：2014-15

レッドスター・ベオグラード
- セルビア・スーペルリーガ：2017-18, 2018-19

### 個人
- セルビア・スーペルリーガ最優秀監督：2017-18, 2018-19
- セルビア最優秀監督：2017, 2018